# 19127 Olegefremov
19127 Olegefremov è un asteroide areosecante. Scoperto nel 1987, presenta un'orbita caratterizzata da un semiasse maggiore pari a 2,1677282 UA e da un'eccentricità di 0,3173872, inclinata di 5,22929° rispetto all'eclittica.
L'asteroide è dedicato all'attore russo Oleg Nikolaevič Efremov.